# غيتسهيد الشرقية وواشنطن الغربية (دائرة انتخابية في المملكة المتحدة)
غيتسهيد الشرقية وواشنطن الغربية (بالإنجليزية: Gateshead East and Washington West)‏ هي إحدى الدوائر الانتخابية في المملكة المتحدة الممثلة في مجلس العموم في برلمان المملكة المتحدة.
عضو البرلمان الذي يمثلها حالياً هو :Mrs Sharon Hodgson (Lab).